# Děžňovův mys
Děžňovův mys, též Děžněvův mys (rusky мыс Дежнёва) je mys, nejvýchodnější pevninský výběžek Asie, jenž dosahuje na poledník 169°40′ západní zeměpisné délky. Mys leží na Čukotském poloostrově na východě Ruské federace, kde Beringův průliv odděluje Eurasii od Severní Ameriky. Jeho zeměpisné souřadnice jsou 66°5′ s. š., 169°40′ z. d.
Mys nese jméno na počest Semjona Ivanoviče Děžňova (1605–1673), který jako první Evropan tohoto výběžku dosáhl. V Naukanu stojí maják Semjona Ivanoviče Děžňova.
Poblíž mysu se nachází osada Uelen (66°5′ s. š., 169°55′ z. d.) s polární a meteorologickou stanicí Uelen (66°10′ s. š., 169°50′ z. d.) – ID 25399.